# Julmarknad (målning)
Julmarknad är en akvarellmålning från 1872 av den svenske konstnären Georg von Rosen. Den visar en medeltida stadsgata med julgranar och bakverk till salu. På bilden syns människor från flera olika samhällsskikt, alla i färd med julförberedelser.
Målningen mäter 47 × 42,5 centimeter. Den testamenterades till Nationalmuseum 1922 som en gåva från grosshandlare Emil Österlind och hans fru Hilda Österlind.

## Mottagande
År 1881 avhandlade Karl Warburg denna och flera andra Rosenmålningar i sin bok Från vår konstverld. Han skrev att Julmarknad "visar oss konstnärens historiska sinne i dess älskvärdaste dager". Warburg skrev vidare:
Det är en stämning af den stundande helgens frid, som våra dagars hufvudstadslif med dess mera rastlösa id torde sakna. Naturen är sådan julen vill hafva den: frostig och klar, snön täcker gatorna med sin vackra hvita matta och låter fotstegen knarra så muntert. ... Det är stämning i denna bild.